# Al-Maarij
Al-Maarij  (arabe : سُورَةُ ٱلْمَعَارِجِ, français : Les voies d'ascension) est le nom traditionnellement donné à la 70e sourate du Coran, le livre sacré de l'islam. Elle comporte 44 versets. Rédigée en arabe comme l'ensemble de l'œuvre religieuse, elle fut proclamée, selon la tradition musulmane, durant la période mecquoise.

## Origine du nom
Bien que le titre ne fasse pas directement partie du texte coranique, la tradition musulmane a donné comme nom à cette sourate Les voies d'ascension.

## Historique
Il n'existe à ce jour pas de sources ou documents historiques permettant de s'assurer de l'ordre chronologique des sourates du Coran. Néanmoins selon une chronologie musulmane attribuée à Ǧaʿfar al-Ṣādiq (VIIIe siècle) et largement diffusée en 1924 sous l’autorité d’al-Azhar,, cette sourate occupe la 79e place. Elle aurait été proclamée pendant la période mecquoise, c'est-à-dire schématiquement durant la première partie de l'histoire de Mahomet avant de quitter La Mecque. Contestée dès le XIXe par des recherches universitaires, cette chronologie a été revue par Nöldeke,, pour qui cette sourate est la 42e.
Les sourates de la fin du Coran sont généralement considérées comme appartenant aux plus anciennes. Elles se caractérisent par des particularités propres. Elles sont brèves, semblent issues de proclamations oraculaires (ce qui ne signifie pas, pour autant, qu’elles en sont des enregistrements), elles contiennent de nombreux hapax...
Pour Nöldeke et Schwally, la quasi-totalité des sourates 69 à 114 sont de la première période mecquoise. Neuwirth les classe en quatre groupes supposés être chronologiques. Bien que reconnaissant leur ancienneté, certains auteurs refusent de les qualifier de « mecquoise », car cela présuppose un contexte et une version de la genèse du corpus coranique qui n’est pas tranchée. Cette approche est spéculative.
En effet, ces textes ne sont pas une simple transcription sténographique de proclamation mais sont des textes écrits, souvent opaques, possédant des strates de composition et des réécritures Cela n’empêche pas ces sourates de fournir des éléments contextuels (comme l’attente d’une Fin des Temps imminente chez les partisans de Mahomet). Ces textes sont marqués par une forme de piété tributaire du christianisme oriental. 
Cette sourate a fait l’objet d’un travail rédactionnel, en particulier par l’intégration d’un texte originellement indépendant (v.22-35). Ce rajout dans la proto-sourate 70 permet de présenter les musallin comme des modèles à suivre. Dans un autre temps, les règles que suivent ces personnes ont été assouplies. Cela illustre les tensions au cours de la genèse du Coran mais aussi des premiers temps de l’islam.
Les versets 4, 30-31... sont aussi un ajout postérieur. Le rajout du verset 4 montre qu’une expression originelle n’était plus comprise des responsables de la composition du Coran, ce qui atteste la pluralité des auteurs du Coran.

## Interprétations

### Versets 22-35: le bon modèle
Même s'il y a une continuité de ce passage avec ce qui précéde, les ruptures de genre, de rimes montrent qu’il s’agit originellement de deux textes indépendants. Ce passage possède un parallèle dans la sourate 23.
Ce passage mentionne la prière constante, ce qui a été abusivement traduit par le fait d’être assidu à la prière. Le terme kathiran doit être lu en relation avec la racine syriaque.  Cette injonction faite à Zacharie, Moïse et Aaron, rappelle le monde monastique chrétien, lui-même décrit dans le Coran à la sourate 24 (36-38). Cela rejoint la devise paulinienne : « priez sans cesse ».
L’arrière-plan de ce passage est clairement monastique. Les versets suivants, qui décrivent les pieux qui seront dans le jardin,  qui dorment peu la nuit (car pratiquant les vigiles) semblent décrire des moines chrétiens.
Ainsi, le verset 29 recommande l’abstinence (et non la pudeur), respectant ainsi l’éthique monastique. Les versets 30-31 doit être compris comme une interpolation tardive. 

Texte de la sourate (Coran datant de 1874)
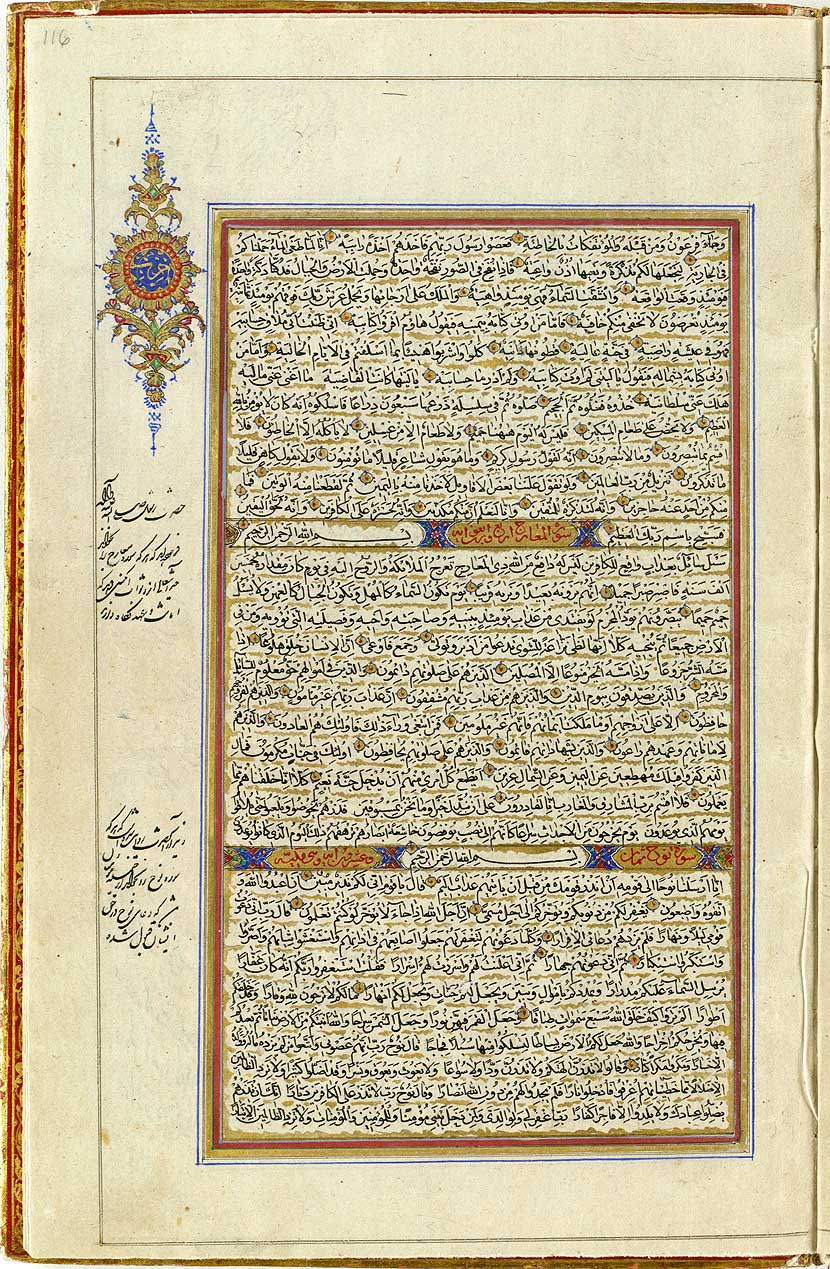